# Little
Little (bra: A Chefinha) é uma comédia cinematográfica estadunidense de baixa fantasia de 2019, co-escrita e dirigida por Tina Gordon. É estrelada por Regina Hall, Issa Rae e Marsai Martin. Este não é o único filme reverso de Big and 13 Going on 30, mas o antecessor de 10 anos 17 Again em 2009, estrelado por Zac Efron e Matthew Perry.
A trama segue um chefe dominador e valentão de uma empresa de tecnologia que se transforma em uma versão infantil de si mesma. Martin, que atua como produtor executivo do projeto, é, aos 14 anos, a pessoa mais jovem a ter esse título em uma produção de Hollywood. O filme foi lançado nos Estados Unidos em 12 de abril de 2019.

## Elenco
- Regina Hall como Jordan Sanders, uma implacável magnata da tecnologia.
  - Marsai Martin como Jordan Sanders de 13 aaos.
- Issa Rae como April, a assistente sobrecarregada de Jordan.
- Tone Bell como Preston, funcionário de Jordan e amigo de April.
- Mikey Day como Connor, parceiro de Jordan.
- J. D. McCrary como Isaac.
- Thalia Tran como Raina.
- Tucker Meek como Devon.
- Luke James como Trevor.
- Rachel Dratch como Agente Bea.
- Justin Hartley como Sr. Marshall, um professor por quem Jordan Sanders, de 13 anos, tem uma queda.
- Marc Hawes como Scott.
- Marley Taylor como Stevie.
- Eva Carlton como Caren Greene / Jasmine.

## Produção
Marsai Martin, que protagoniza Black-ish criado por Kenya Barris, teve a ideia do filme em 2014, quando tinha 10 anos, inspirado no filme Big. Martin atua como produtor executivo em Little e, aos 14 anos, é a pessoa mais jovem a se formar em uma grande produção de Hollywood. Issa Rae se juntou ao filme em 2 de maio de 2018, enquanto Regina Hall, que já estava contratada como produtora executiva, se juntou ao elenco no final daquele mês.
A filmagem ocorreu de junho a agosto de 2018 em Atlanta.

## Lançamento
O filme foi lançado em 12 de abril de 2019, após seu lançamento original estar planejado para 20 de setembro de 2019.

## Recepção
Little recebeu críticas mistas da crítica e do público. No site especializado Rotten Tomatoes, o filme tem um índice de aprovação de 46%, com base em 162 críticas, com uma classificação de 5,0/10, com um consenso crítico que diz: “Uma reviravolta decepcionantemente desigual, mas no geral agradável em uma fórmula familiar, Little se beneficia de um grande coração e de uma história que faz bom uso de seu elenco talentoso e bem combinado.” Do público tem uma aprovação de 59%, com base em 1000 votos, com uma classificação de 3,5/5.
O site Metacritic deu ao filme uma pontuação de 49 em 100, com base em 37 críticas, indicando “críticas mistas”.  No site FilmAffinity, o filme tem nota 4,4/10, com base em 408 votos.